# Штей
Штей (рум. Ștei) — місто у повіті Біхор в Румунії.
Місто розташоване на відстані 366 км на північний захід від Бухареста, 72 км на південний схід від Ораді, 90 км на захід від Клуж-Напоки, 129 км на північний схід від Тімішоари.

## Населення
За даними перепису населення 2002 року у місті проживали 8637 осіб.
Національний склад населення міста:
| Національність   | Кількість осіб | Відсоток |
| ---------------- | -------------- | -------- |
| румуни           | 8272           | 95,8%    |
| угорці           | 319            | 3,7%     |
| цигани           | 18             | 0,2%     |
| німці            | 8              | 0,1%     |
| українці         | 4              | < 0,1%   |
| росіяни-липовани | 3              | < 0,1%   |
| італійці         | 3              | < 0,1%   |
| словаки          | 2              | < 0,1%   |
| греки            | 2              | < 0,1%   |
| євреї            | 2              | < 0,1%   |
| чехи             | 2              | < 0,1%   |

Рідною мовою назвали:
| Мова       | Кількість осіб | Відсоток |
| ---------- | -------------- | -------- |
| румунська  | 8316           | 96,3%    |
| угорська   | 293            | 3,4%     |
| циганська  | 15             | 0,2%     |
| німецька   | 3              | < 0,1%   |
| російська  | 3              | < 0,1%   |
| італійська | 3              | < 0,1%   |
| грецька    | 1              | < 0,1%   |
| чеська     | 1              | < 0,1%   |
| польська   | 1              | < 0,1%   |

Склад населення міста за віросповіданням:
| Релігія            | Кількість осіб | Відсоток |
| ------------------ | -------------- | -------- |
| православні        | 7508           | 86,9%    |
| п'ятдесятники      | 507            | 5,9%     |
| римо-католики      | 188            | 2,2%     |
| баптисти           | 156            | 1,8%     |
| реформати          | 123            | 1,4%     |
| греко-католики     | 113            | 1,3%     |
| адвентисти         | 9              | 0,1%     |
| не релігійні       | 4              | < 0,1%   |
| юдеї               | 2              | < 0,1%   |
| бретрени           | 1              | < 0,1%   |
| лютерани           | 1              | < 0,1%   |
| атеїсти            | 1              | < 0,1%   |
| не вказали релігію | 4              | < 0,1%   |

## Зовнішні посилання
- Дані про місто Штей на сайті Ghidul Primăriilor